# William Daniel Brayton
William Daniel Brayton, född 6 november 1815 i Warwick i Rhode Island, död 30 juni 1887 i Providence i Rhode Island, var en amerikansk politiker (republikan). Han var ledamot av USA:s representanthus 1857–1861.
Brayton efterträdde 1857 Benjamin Babock Thurston som kongressledamot och efterträddes 1861 av George H. Browne.
Brayton är begravd på Brayton Cemetery i Apponaug i Warwick i Rhode Island.